# فیض‌آباد (چایپاره)
فیض‌آباد، روستایی است از توابع بخش مرکزی شهرستان چایپاره استان آذربایجان غربی ایران.

## جمعیت
این روستا در دهستان چورس قرار داشته و براساس سرشماری مرکز آمار ایران در سال ۱۳۹۵، جمعیت این روستا برابر با ۹۶ نفر (۲۹ خانوار) بوده است. 